# Macrosiagon maculaticeps
Macrosiagon maculaticeps is een keversoort uit de familie waaierkevers (Rhipiphoridae). De wetenschappelijke naam van de soort is voor het eerst geldig gepubliceerd in 1913 door Pic.